# SAMD8
SAMD8 (англ. Sterile alpha motif domain containing 8) – білок, який кодується однойменним геном, розташованим у людей на 10-й хромосомі. Довжина поліпептидного ланцюга білка становить 415 амінокислот, а молекулярна маса — 48 321.
| 10         |  | 20         |  | 30         |  | 40         |  | 50         |
| ---------- |  | ---------- |  | ---------- |  | ---------- |  | ---------- |
| MAGPNQLCIR |  | RWTTKHVAVW |  | LKDEGFFEYV |  | DILCNKHRLD |  | GITLLTLTEY |
| DLRSPPLEIK |  | VLGDIKRLML |  | SVRKLQKIHI |  | DVLEEMGYNS |  | DSPMGSMTPF |
| ISALQSTDWL |  | CNGELSHDCD |  | GPITDLNSDQ |  | YQYMNGKNKH |  | SVRRLDPEYW |
| KTILSCIYVF |  | IVFGFTSFIM |  | VIVHERVPDM |  | QTYPPLPDIF |  | LDSVPRIPWA |
| FAMTEVCGMI |  | LCYIWLLVLL |  | LHKHRSILLR |  | RLCSLMGTVF |  | LLRCFTMFVT |
| SLSVPGQHLQ |  | CTGKIYGSVW |  | EKLHRAFAIW |  | SGFGMTLTGV |  | HTCGDYMFSG |
| HTVVLTMLNF |  | FVTEYTPRSW |  | NFLHTLSWVL |  | NLFGIFFILA |  | AHEHYSIDVF |
| IAFYITTRLF |  | LYYHTLANTR |  | AYQQSRRARI |  | WFPMFSFFEC |  | NVNGTVPNEY |
| CWPFSKPAIM |  | KRLIG      |  |            |  |            |  |            |

A: Аланін

C: Цистеїн

D: Аспарагінова кислота

E: Глутамінова кислота

F: Фенілаланін

G: Гліцин

H: Гістидин

I: Ізолейцин

K: Лізин

L: Лейцин

M: Метіонін

N: Аспарагін

P: Пролін

Q: Глутамін

R: Аргінін

S: Серин

T: Треонін

V: Валін

W: Триптофан

Кодований геном білок за функцією належить до трансфераз. 
Задіяний у таких біологічних процесах, як метаболізм ліпідів, альтернативний сплайсинг. 
Локалізований у мембрані, ендоплазматичному ретикулумі.